# San Crisogono (församling)
San Crisogono är en församling i Trastevere i Roms stift.
Till församlingen San Crisogono hör följande kyrkobyggnader:
- San Crisogono
- San Benedetto in Piscinula
- San Salvatore della Corte (Santa Maria della Luce)
- Sant'Agata in Trastevere
- Santa Cecilia in Trastevere
- San Giovanni Battista dei Genovesi
- Santa Maria in Cappella
- Santi Quaranta e San Pasquale Baylon